# Bitka za Liège
Bitka za Liège je prva bitka Prvoga svjetskoga rata i početna bitka tijekom njemačke invazije na Belgiju. Bitka za Liège je trajala od 5. kolovoza do 16. kolovoza 1914. godine, kada se i zadnja tvrđava oko grada konačno predala.

## Plan
Nakon njemačke pobjede u Francusko-pruskom ratu, Helmuth von Moltke Stariji započeo je s formulacijom rata na dva bojišta, protiv Francuske i protiv Rusije. Njemačka je trebala izvršiti invaziju jedne, a istovremeno se braniti od druge. Pri kraju 19. stoljeća postalo je jasno da Francuska postaje moćniji i opasniji protivnik. Njemačka je posjedovala Alsace-Lorraine kao plodove pobjede iz Francusko-pruskoga rata, a Francuska je željela vratiti nazad ta područja.
Grof Alfred von Schlieffen je odlučio da se s ruskom prethodnicom obračuna samo s jednom vojskom, a da za napad na Francusku upotrijebi sedam armija. Međutim, Francuzi su izgradili sustav obrane duž istočne granice. Njemačka nije mogla da napadne preko Švicarske, jer je Švicarska imala 500.000 dobro osposobljenih vojnika. Njemačka nije mogla ni izravno napasti Francusku, jer je bio izgrađen jak obrambeni sustav. Zbog toga su von Schlieffen i njegov nasljednik Helmuth von Moltke mlađi odlučili da izvrše invaziju Francuske sa sjevera kroz Belgiju i da tako dođu do srca Francuske. Mnogo manje vojske bi ostavili na njemačko-francuskoj granici, ali glavni napad bi išao preko Belgije. Ali taj plan je narušavao neutralnost Belgije, što je uvlačilo Veliku Britaniju u rat. Osim toga i grad Liège je bio na putu njemačke vojske.
Liège je bio jako dobro utvrđen grad. Rijeka Meuse je prolazila središtem grada. Na južnoj obali rijeke postojala su industrijska postrojenja i tvornice. Grad se nalazio u riječnoj dolini s Ardenima na istoku i belgijskim planinama na zapadu. Glavna željeznička veza između Njemačke i Bruxellesa išla je kroz Liege, a kasnije se od Bruxellesa nastavljala do Pariza. Tu željeznicu su von Schlieffen i von Moltke namjeravali koristiti za prijevoz vojske u Francusku. Osim toga oko grada su postojale utvrde iz 19. stoljeća, što je olakšavalo obranu grada. Postojalo je šest utvrda na svakoj strani rijeke, a te utvrde su bile jako dobro naoružane. 

## Utvrde
Leige leži između Ardena na jugu i Maastrichta u Nizozemskoj na sjeveru. Nalazi se u dolini rijeke Meuse u koju utječe rijeka Ourthe. Rijeka Meuse protječe kroz kanjone u Liegeu, pa je predstavljala jaku prepreku za njemačko napredovanje. Osim toga, tu se nalazilo 12 utvrda izgrađenih 1892. godine po njemačkim metodama fortifikacije. Utvrde su pokrivale jedna drugoj zaštitne vatrene zone, tako da ako jedna utvrda padne, dvije susjedne mogu da napadaju bilo koju vojsku, koja bi se nastojala provući na mjestu zauzete utvrde.
Šest utvrda je sagrađeno kao osnovne utvrde i imale su peterokutni oblik s okružujućim preprekama. Utvrde su bile jako dobro naoružane. Tipična utvrda imala je 2 topa od 150 mm četiri topa od 120 mm, dva minobacača od 210 mm, jednu haubicu od 210 mm i mnoštvo topova od 57 mm. Ukupno su utvrde imale 400 topova. U to vrijeme njemački Krupp je bio pod ugovorom o zamjeni streljiva, tako da su Nijemci bili upoznati s topovima na utvrdama. Među slabosti utvrde mogao se ubrojiti nedostatak ljudstva za obranu grada i nedostatak poljskog topništva da pokrije otvaranje rupa. Obranom Liegea zapovjedao je general Gerard Mathieu Leman, koji je imao 25.000 vojnika.

## Bitka
Belgiji je objavljen rat ujutro 4. kolovoza 1914. godine. Nijemci su formirali specijalne snage od 30.000 vojnika pod zapovjedništvom Otta von Emmicha, a pratio ih je Erich Ludendorff kao promatrač. Specijalne snage su se sastojale od šest pješadijskih brigada i tri divizije konjice. Nekoliko sati po proglašenju rata, specijalne jedinice su prešle granicu s Belgijom. Kad su došli do rijeke Meuse našli su uništene mostove, pa su istoga dana prešli rijeku sjeverno od Visea. Belgijska treća divizija je uspješno 5. kolovoza odbila njemačke napade. Nijemci su pretrpili velike gubitke. Poslije neuspjelog napada, Nijemci su izveli prvi zračni napad u povijesti. Koristili su cepeline i bacali su bombe na Liege. U međuvremenu, konjica je uspjela okružiti grad s južne strane. Leman je naredio trećoj diviziji povlačenjee iz grada i priključivanje belgijskoj armiji na zapadu.
Erich Ludendorff je preuzeo zapovijedanje nad 14. brigadom, koja se uspjela provući između utvrda. Uspješno su zauzeli Liege 7. kolovoza 1914. godine. Međutim, vanjski prsten utvrda sprječavao je njemačko napredovanje. Te utvrde su odolijevale velikim bombardiranjima. Jedino je na utvrdi Fleron topničkom vatrom uništen mehanizam na kupoli. Utvrda Barchon je jedina pala u pješadijskom napadu 10. kolovoza 1914. godine. Nijemci su protiv utvrda počeli koristiti puno topova. Dovukli su kruppove haubice "Debela Berta" od 420 mm i Škodine topove od 305 mm. Granate s tih topova su padale okomito nautvrde, pa su probijale beton, a eksplodirale bi s odgodom, tek kad bi se probile unutar tvrđave. Jedna po jedna tvrđava je bombardirana do predaje. Zadnja utvrda se predala 16. kolovoza 1914. godine. Desetodneva stanka kod Liegea nije bila predviđena po strateškom planu njemačke vojske Schlieffenovom planu. Nijemci su izgubili dva dana. Ipak, njemački zapovjednici su tvrdili da opsada Liegea nije značajnije odgodila njemačku vojsku u njenoj namjeri. Međutim, desetodnevna opsada je podigla moral saveznicima. Francuski predsjednik je gradu Liegeu i njegovim stanovnicima dodijelio orden Legije časti.

## Vanjske poveznice
- Prvi svjetski rat - Bitka za Liège
- Povijest rata - Bitka za Liège
- The Fortresses of Liège

Sestrinski projekti
|  | Zajednički poslužitelj ima još gradiva o temi Bitka za Liège |